# 르네 카생
르네 카생(Rene Cassin, 1887년 10월 5일 ~ 1976년 2월 20일)은 프랑스의 법률가이다. 에이장 프로방스, 파리 대학을 졸업하였으며, 1920년에는 릴 대학 교수를 지냈다. 그 후 헤이그 국제법 연구소와 제네바 국제 문제 연구소의 연구원을 지냈으며, 드골 망명 정부의 법상(법무부 장관)을 지냈다. 1948년에 채택된 세계인권선언의 초안 작성에 참여하였으며 1962년 이후 유럽 인권 재판소 장관으로 활약하였다. 1968년 노벨 평화상을 받았다.